# Carbotriplura kukalovae
Carbotriplura kukalovae ist eine ausgestorbene, nur als Fossil erhaltene Insektenart aus dem Pennsylvanium (Oberkarbon). Bisher ist nur ein einziges Fossil, das Typusexemplar, gefunden worden. Die Art hat besondere Aufmerksamkeit gefunden, da sie Licht auf die immer noch rätselhafte frühe Evolution der geflügelten Insekten oder Pterygota wirft und einen möglichen Mechanismus der Entstehung der Insektenflügel aufzeigt.

## Beschreibung
Es handelte sich um ein großes Insekt, mit etwa 10 Zentimeter Körperlänge (ohne Schwanzanhänge gemessen), das in feinkörnigen Tuffit eingebettet ist. Das in Teilen nur schlecht erhaltene Fossil ist so eingebettet, dass man dessen ventrale Seite (die Bauchseite) sieht. Am Kopf sind zwei große Komplexaugen erkennbar, die seitlich vorragen (anders als bei den rezenten Felsenspringern berühren sie sich nicht). Außerdem sind der basale Teil des linken Fühlers und die rechte Maxille mit dem fünfsegmentigen Maxillarpalpus erkennbar. An allen drei Segmenten des Rumpfs fallen schon auf den ersten Blick flache, seitwärts gerichtete Auswüchse, die Paranota, auf, die am Ende abgerundet sind. Diese weisen weder ein Gelenk noch eine erkennbare Aderung auf; sie werden als seitlich vorstehende, ungegliederte Platten interpretiert. Ganz ähnlich aussehende Verbreiterungen sitzen auch an den ersten neun Segmenten des Hinterleibs. Diese ähneln in der Erscheinung den Tracheenkiemen, mit denen die wasserlebenden Larven der Eintagsfliegen Sauerstoff aus dem Wasser aufnehmen, anders als diese sitzen sie aber breit und unbeweglich am Körper an und besitzen keine erkennbaren Tracheen. Am Rumpf sitzen außerdem drei langgestreckte, stabförmige Beinpaare (die basalen Teile nicht erhalten), mit langen Tarsen, deren Segmentzahl aufgrund der schlechten Erhaltung nicht sicher angegeben werden kann; es sind mindestens fünf Tarsenglieder vorhanden, möglicherweise auch mehr. Der Hinterleib besteht aus zehn Segmenten, an deren letzten drei lange Schwanzfäden, zwei seitliche Cerci und ein mittlerer Paracercus oder Terminalfilum, ansetzen, die ebenfalls nur teilweise erhalten sind. Ähnliche Schwanzfäden besitzen die rezenten Eintagsfliegen, Felsenspringer und Fischchen. Außerdem ist zumindest an einem Hinterleibssegment ein vermutlich zweisegmentiges Gliedmaßenrudiment erkennbar (an anderen für eine sichere Deutung zu schlecht erhalten), das mit hoher Wahrscheinlichkeit den Styli genannten Anhängen am Hinterleib der Fischchen und Felsenspringer homolog ist.

## Forschungsgeschichte
Das Fossil wurde im Jahr 1985 von der tschechisch-kanadischen Forscherin Jarmila Kukalova-Peck erstbeschrieben und als Larve eines ebenfalls von ihr in etwa gleich alten und nahe gelegenen Horizonten gefundenen Fluginsekts gedeutet, das sie als riesenhafte, ausgestorbene Eintagsfliege interpretierte und Bojophlebia prokopi benannte. 1996 erkannte der in Sankt Petersburg forschende Nikita Julievich Kluge, dass das geflügelte Insekt und die „Larve“ nicht zusammengehören, er interpretierte das vorher als Larve angesehene Fossil neu als flügelloses „Urinsekt“ (Thysanura), das er zu Ehren der Entdeckerin Carbotriplura kukalovae neu benannte (der ansonsten nun zweimal vergebene Name Bojophlebia prokopi verblieb dem geflügelten Insekt). 2014 untersuchten Arnold Staniczek, Pavel Sroka und Günter Bechly das im Tschechischen Karstmuseum in Beroun (Muzeum Českého krasu v Berouně) aufbewahrte Fossil neu und kamen zu von den bisherigen Bearbeitungen abweichenden Schlussfolgerungen. Dabei stießen sie auf Unstimmigkeiten in Kukalova-Pecks Beschreibung und Abbildungen, die sie als, vermutlich durch Überinterpretation oder Wunschdenken verleitete, Veränderungen des Ursprungsbefunds deuten.

## Phylogenie
Das Fossil weist zahlreiche gemeinsame Merkmale mit den rezenten, primär flügellosen „Urinsekten“ der Ordnungen der Fischchen und Felsenspringer auf, wie zum Beispiel die Erweiterungen (Paranota) des Rumpfs, die Schwanzanhänge und die Extremitäten (Styli) des Hinterleibs. Dabei handelt es sich aber vermutlich um Plesiomorphien, also von einem gemeinsamen Urahnen ererbte Merkmale, die für die Interpretation seiner Verwandtschaft nicht erhellend sind. Die Auswüchse am Rumpf könnten auch Flügelscheiden gewesen sein; in diesem Fall wäre das Fossil die Larve eines geflügelten Insekts gewesen. Dies entsprach der Interpretation Kukalova-Pecks. Aufgrund der Proportionen könnte es sich aber nur um ein frühes Nymphenstadium handeln – wenn dies der Fall gewesen wäre, müsste das geflügelte Insekt wahrhaft gigantische Ausmaße besessen und alle jemals gefundenen rezenten und fossilen Insekten weit an Größe übertroffen haben, dies gilt als extrem unwahrscheinlich.
Das Fossil weist keinerlei Merkmale auf, die als unzweifelhafte Autapomorphien der Felsenspringer, der Dicondylia – der gemeinsamen Verwandtschaftsgruppe der Fischchen und der Fluginsekten – oder einer dieser Gruppen für sich betrachtet angesehen werden müssten. Damit ist im Prinzip seine genaue Verwandtschaftszugehörigkeit offen, es könnte zur Stammgruppe jeder dieser Gruppen gehören. Frühere Bearbeiter hatten deshalb die genaue Verwandtschaftsbeziehung offen gelassen Staniczek et al. plädieren in ihrer Neubearbeitung nun dafür, es stattdessen in eine eigenständige Ordnung, von ihnen Carbotriplurida benannt, zu stellen, die sie als Schwestergruppe der Fluginsekten interpretieren. Sie weisen darauf hin, dass das Insekt in etwa so aussieht, wie frühere Bearbeiter die hypothetische Stammform der Fluginsekten rekonstruiert haben.

## Vermutungen zur Biologie, Evolution des Insektenflügels
Wäre die Verwandtschaftsinterpretation von Staniczek et al. richtig, wäre sie eine starke Stütze für eines der, bislang rein hypothetischen, Szenarios, wie die Flügel der Insekten evolutiv entstanden sein können. Nach der Paranota-Theorie entstanden diese aus eben solchen seitlichen Auswüchsen des Rumpfs, wie sie bei Carbotriplura so auffällig vorhanden sind. Diese wären zunächst zum Gleitflug oder fallschirmartig zum Abbremsen des Falls von baumlebenden Insekten genutzt worden, später wären (durch Genrekrutierung: teilweise Übernahme der Funktion von Genen für die Beinanlagen) daraus durch Muskeln bewegliche Gliedmaßen geworden. Die Ablagerungen, in denen Carbotriplura gefunden wurden, stammen von einem vermoorten Binnensee, in den außerdem vulkanischer Tuff durch Wasserbewegung eingespült worden ist. Das Insekt könnte auf baumförmigen Pflanzen wie Cordaitales oder Lepidodendraceae am Ufer dieses Sees gelebt haben; seine langen Beine wären möglicherweise Anpassungen an das Klettern. Interessanterweise können auch heutige, baumlebende Felsenspringer-Arten mit ihren Paranota zumindest unvollkommen gleitfliegen.